# Vlastislav Hofman

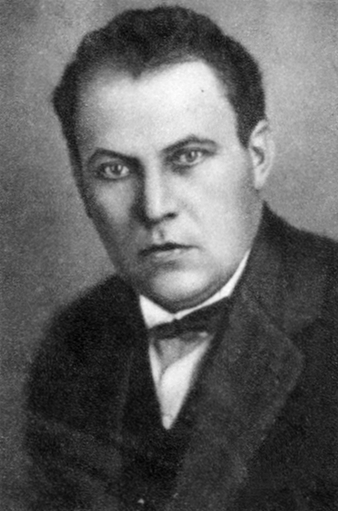
Vlastislav Hofman, ca. 1928

Vlastislav Hofman (* 6. Februar 1884 in Jičín; † 28. März 1964 in Prag) war ein tschechischer Architekt, Städteplaner, Architekturtheoretiker, Maler, Grafiker und Szenograph.

## Leben
Hofman studierte in den Jahren 1902 bis 1907 Architektur in Prag. In der Folgezeit war er ein Vertreter des sogenannten böhmischen Kubismus (Tschechischer Kubismus), der bis in die 1930er Jahre durch die Künstlervereinigung Artěl vertreten wurde.
Hofmann schrieb unter anderem Artikel für die Zeitung Právo lidu (Menschenrechte). Ferner machte er Bühnenbildentwürfe für das Prager Divadlo na Vinohradech (Theater in den Weinbergen), von denen besonders das Bühnenbild für eine Hamletinszenierung durch Karel Hilar Aufsehen erregte.

## Ausstellung
- 2011: Artěl 1908-1935. Tschechischer Kubismus im Alltag, Museum für Angewandte Kunst, Grassimuseum, Leipzig